# Daniel Fischer
Daniel Fischer (2 febbraio 1985) è un allenatore di sci alpino ed ex sciatore alpino tedesco.

## Biografia

### Carriera sciistica
Originario di Ruhpolding e attivo in gare FIS dal dicembre del 2000, in Coppa Europa Fischer esordì il 10 gennaio 2004 a Todtnau in slalom speciale, senza completare la prova, e ottenne il miglior piazzamento il 9 novembre 2007 a Landgraaf in slalom speciale indoor (5º); disputò la sua unica gara in Coppa del Mondo il 1º febbraio 2009 a Garmisch-Partenkirchen in slalom speciale, senza completare la prova. Si ritirò al termine della stagione 2009-2010 e la sua ultima gara fu uno slalom gigante FIS disputato a Hinterstoder l'8 marzo, non completato da Fischer; in carriera non prese parte a rassegne olimpiche o iridate.

### Carriera da allenatore
Dopo il ritiro è divenuto allenatore nei quadri della Federazione sciistica della Germania.

## Palmarès

### Coppa Europa
- Miglior piazzamento in classifica generale: 113º nel 2008

### Campionati tedeschi
- 3 medaglie:
  - 2 ori (slalom gigante, supercombinata nel 2007)
  - 1 argento (slalom speciale nel 2007)